# 北布倫特 (英國國會選區)

選區在大倫敦的位置

北布倫特（英語：Brent North），英國國會一自治市選區，包括大倫敦西北部布倫特區西部的九個地方選區。
始設於1974年。2010年大選中工黨的巴里·加德納以46.9%選票成功三度連任。